# Кенесарин, Натай Азимханулы
Натай Азимханулы Кенесарин (24 июня 1908, Сырдарьинская область, Российская империя — 16 апреля 1975, Ташкент, Узбекская ССР, СССР) — ученый, доктор геолого-минералогических наук (1958), профессор (1952), член-корреспондент АН Узбекской ССР (1962), заслуженный геолог Узбекистана (1967).

## Биография
Родился 24 июня 1908 года на территории современного Толебийского района Туркестанской области.
Происходил из рода торе, сын Азимхана Кенесарина, правнук Кенесары Касымова.
Окончил Среднеазиатский индустриальный институт (1935).
В 1935—1944 научный сотрудник АН Узбекистана.
В 1944—1952 в Алматы возглавил отдел гидрогеологии и инженерной геологии Института геологии.
В 1952—1960 заведующий кафедрой, профессор Ташкентского сельскохозяйственного института.
В 1960—1968 заместитель директора, директор Института гидрогеологии и инженерной геологии в Ташкенте. С 1968 заведующий лабораторией института.
Скончался 16 апреля 1975 года, похоронен на Чигатайском мемориальном кладбище.

## Труды
Основные научные труды посвящены исследованию грунтовых вод Сырдарии и других регионов Центральной Азии и Южного Казахстана.
- Формирование режима грунтовых вод орошаемых районов Средней Азии, Ташкент, 1959;
- Влияние орошения на режим грунтовых вод в условиях аридной зоны (Средняя Азия и Южный Казахстан), Москва, 1964.